# 1961-es magyar tekebajnokság
Az 1961-es magyar tekebajnokság a huszonharmadik magyar bajnokság volt. A férfiak bajnokságát július 23-án rendezték meg Szolnokon, a MÁV pályáján, a nőkét június 24. és 25. között Budapesten, a 42. sz. Építők Márga utcai pályáján.

## Eredmények
| Versenyszám  | Arany                       | Arany | Ezüst                        | Ezüst | Bronz                            | Bronz |
| ------------ | --------------------------- | ----- | ---------------------------- | ----- | -------------------------------- | ----- |
| Férfi egyéni | Nagy Lajos MOM SK           | 888   | Rákos József Bp. Előre       | 887   | Szabó József Bp. Előre           | 864   |
| Női egyéni   | Hável Ernőné Ganz-MÁVAG VSE | 440   | Steckl Teréz Magyar Likőr SK | 440   | Medgyesi Istvánné Kecskeméti MÁV | 426   |